# HD 4308 b

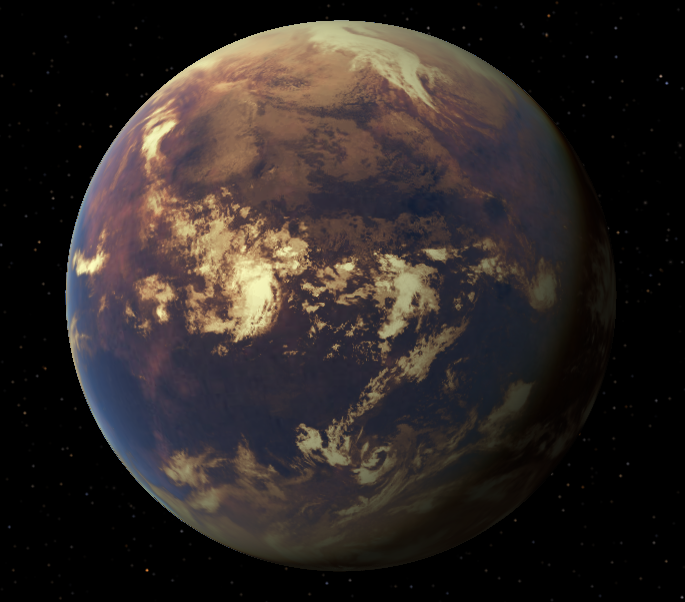
Imagem ilustrativa de HD 4308 b.

HD 4308 b é um planeta extrassolar que orbita a estrela HD 4308, localizada na constelação de Tucana a uma distância de 72 anos-luz (22 parsecs) da Terra. Foi descoberto em 2005 pelo método da velocidade radial a partir de observações pelo espectrógrafo HARPS, que gerou 41 medições de alta precisão da velocidade radial de HD 4308 entre setembro de 2003 e julho de 2005. Em 2009, esses dados foram combinados com observações adicionais pelo Telescópio Anglo-Australiano, permitindo refinar a solução orbital do planeta.
HD 4308 b tem uma baixa massa mínima de 13 vezes a massa da Terra, comparável à massa de Urano. Na época de sua descoberta, era uma dos planetas menos massivos conhecidos. Sua massa real não pode ser determinada, uma vez que sua inclinação orbital é desconhecida. Orbita a estrela HD 4308 a uma baixa separação média de 0,12 UA, com um período de 15,6 dias e uma excentricidade moderada de 0,27.